# Moyobamba
Moyobamba o Muyupampa (del quítxua: muyu, 'cercle' i pampa) és una ciutat situada al nord del Perú, capital del Departament de San Martín. El 2007 tenia 42.690 habitants. Unes 3.500 espècies d'orquídies són plantes natives de la zona, i per això també rep el nom de Ciutat de les Orquídies.
La ciutat és la capital de la província de Moyobamba i el districte de Moyobamba. Es troba a 860 m d'altitud dins una zona tropical humida coneguda com a Ceja de la selva. Les temperatures hi són molt uniformes al llarg de l'any, amb les màximes mitjanes entre 28 i 29 °C i les mínimes mitjanes entre 16° i 18 °C. La temperatura mitjana anual és de 22,6 °C i la pluviometria mitjana de 1.334 litres, amb una estació seca, però només relativament seca, entre maig i agost.

## Història
Primer s'hi desenvolupà la cultura Chachapoyas, però la ciutat moderna de Moyobamba la va fundar Juan Pérez de Guevara el 25 de juliol del 1540, qui l'anomenà Santiago de los Ocho Valles de Moyobamba. Es va fundar sobre un assentament inca i va ser la primera ciutat fundada pels colonitzadors espanyols a la zona amazònica del Perú.
Va ser base d'incursions dels colonitzadors i de missions catòliques, a més d'un punt comercial important. Va obtenir l'estatus de ciutat l'any 1857. Té un petit port fluvial «Puerto de Tahuishco» al riu Mayo. El 25 de setembre del 2005, Moyobamba va ser afectada per un gran terratrèmol.

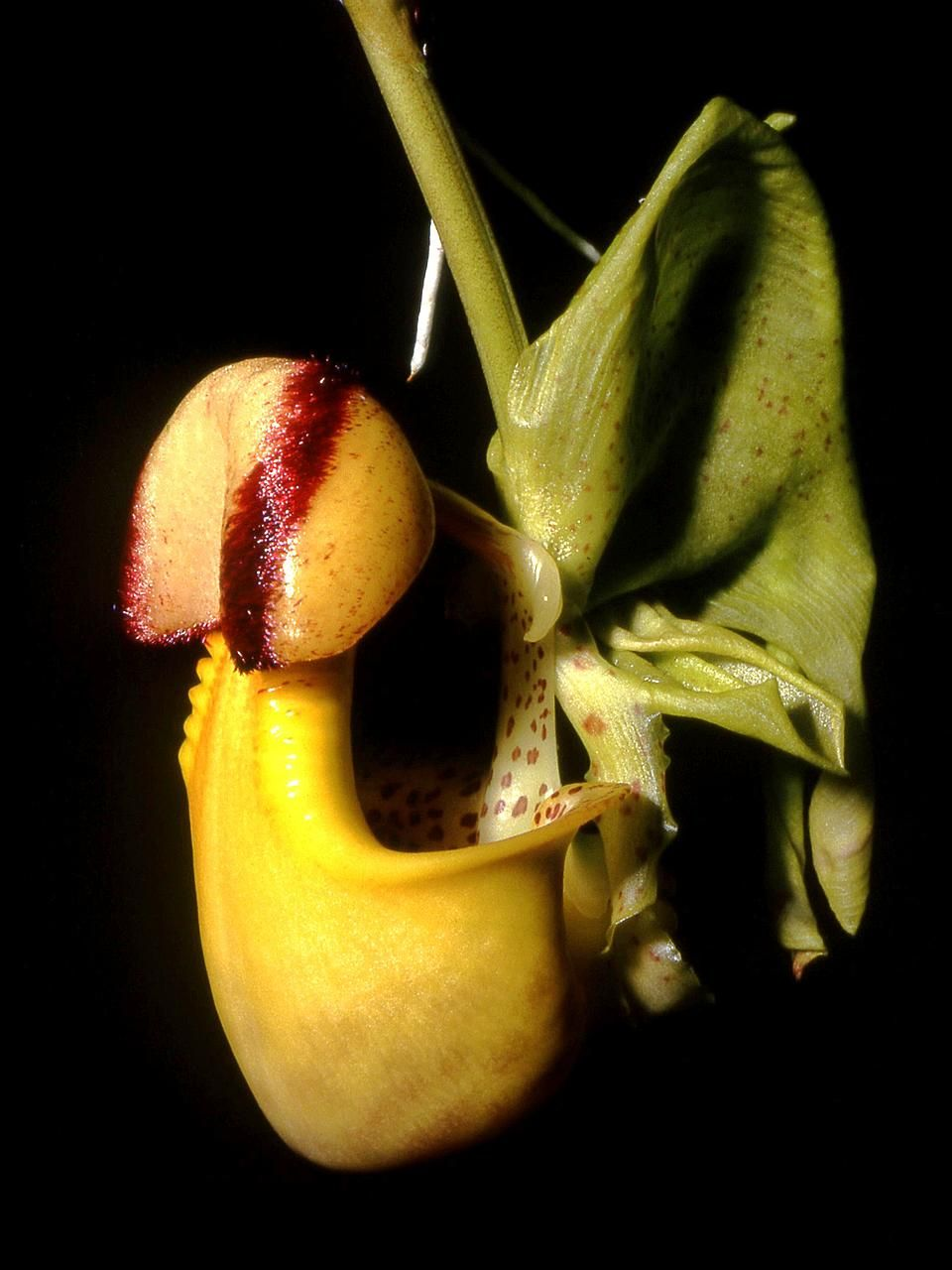
Coryanthes macrantha,
Moyobamba és famosa per les seves orquídies.

## Ciutats agermanades
- Arequipa, Perú.
- Bilbao, País Basc.
- Iquitos, Perú.
- Loja, Equador.
- Manaus, Brasil.
- Santa Maria, Colòmbia.
- Toledo, Espanya.